# حشره‌خوار گوش‌کوچک دارین
 حشره‌خوار گوش‌کوچک دارین (نام علمی: Cryptotis mera) نام یک گونه از سرده حشره‌خوار گوش‌کوچک است.